# Convocazioni al campionato nordamericano femminile di pallavolo 2009
Elenco delle giocatrici convocate per il campionato nordamericano 2009.

## Canada
| N° | Nome             | Ruolo | Data di nascita  | Nazionalità sportiva   |
| -- | ---------------- | ----- | ---------------- | ---------------------- |
| -  | Arnd Ludwig      | All   | -                | -                      |
| 1  | Larissa Cundy    | P     | -                | -                      |
| 2  | Julie Young      | L     | 7 marzo 1986     | Canada                 |
| 3  | Janie Guimond    | L     | 11 aprile 1984   | -                      |
| 4  | Tammy Mahon      | S     | 4 novembre 1980  | Tomis Constanța        |
| 5  | Tiffany Dodds    | S     | 21 gennaio 1986  | Club Voleibol Haro     |
| 7  | Tonya Mokelki    | S     | 10 maggio 1985   | SV Sinsheim            |
| 10 | Marisa Field     | C     | 10 luglio 1987   | -                      |
| 11 | Nadine Alphonse  | C     | 22 luglio 1983   | Canada                 |
| 12 | Sherline Holness | C     | 11 febbraio 1980 | Canada                 |
| 13 | Samantha Loewen  | P     | 31 marzo 1989    | University of Manitoba |
| 15 | Colette Meek     | C     | 25 luglio 1986   | USSP Albi              |
| 17 | Brittney Page    | S     | 4 febbraio 1984  | Canada                 |

## Costa Rica
| N° | Nome              | Ruolo | Data di nascita   | Nazionalità sportiva |
| -- | ----------------- | ----- | ----------------- | -------------------- |
| -  | Braulio Godínez   | All   | -                 | -                    |
| 4  | Johana Moore      | C     | 10 marzo 1978     | -                    |
| 5  | Karen Cope        | S     | 6 novembre 1985   | San José             |
| 6  | Ángela Willis     | C     | 26 gennaio 1977   | Limón                |
| 7  | Mariela Quesada   | S     | 8 luglio 1987     | Santa Bárbara        |
| 8  | Susana Chavez     | -     | 24 novembre 1986  | -                    |
| 9  | Verania Willis    | S     | 23 settembre 1979 | Limón                |
| 10 | Paola Ramírez     | C     | 23 febbraio 1987  | UCR                  |
| 12 | Tracy Fernández   | -     | -                 | -                    |
| 13 | Melissa Fernández | -     | -                 | -                    |
| 14 | Irene Fonseca     | P     | 10 ottobre 1985   | Santa Bárbara        |
| 16 | Mijal Hines       | C     | 15 dicembre 1993  | Goicoechea           |
| 17 | Marianela Alfaro  | L     | 28 marzo 1985     | Santa Bárbara        |

## Cuba
| N° | Nome              | Ruolo | Data di nascita  | Nazionalità sportiva |
| -- | ----------------- | ----- | ---------------- | -------------------- |
| -  | Luis Oviedo       | All   | -                | -                    |
| 1  | Wilma Salas       | S     | 9 marzo 1991     | Santiago de Cuba     |
| 2  | Yanelis Santos    | P/O   | 30 marzo 1986    | Ciego de Ávila       |
| 3  | Nancy Carrillo    | C     | 11 gennaio 1986  | Ciudad Habana        |
| 4  | Yoana Palacio     | C     | 6 ottobre 1990   | Ciudad Habana        |
| 7  | Lisbet Arredondo  | L     | 22 novembre 1987 | Villa Clara          |
| 9  | Rachel Sánchez    | C     | 9 gennaio 1989   | Pinar del Río        |
| 10 | Ana Cleger        | P/O   | 27 novembre 1989 | Santiago de Cuba     |
| 11 | Liannes Castañeda | C     | 18 ottobre 1986  | Guantánamo           |
| 14 | Kenia Carcaces    | S     | 22 gennaio 1986  | Holguín              |
| 15 | Yusidey Silié     | P/O   | 11 novembre 1984 | Ciudad Habana        |
| 17 | Gyselle Silva     | C     | 29 ottobre 1991  | Santiago de Cuba     |
| 19 | Jennifer Álvarez  | S     | 29 novembre 1993 | Cienfuegos           |

## Messico
| N° | Nome           | Ruolo | Data di nascita   | Nazionalità sportiva |
| -- | -------------- | ----- | ----------------- | -------------------- |
| -  | Samuel Cibrián | All   | -                 | -                    |
| 1  | Karla Sainz    | -     | 22 luglio 1993    | Baja Volleyball      |
| 3  | Marlene Osorio | -     | -                 | -                    |
| 6  | Ana Rios       | -     | -                 | -                    |
| 7  | Pamela Aguirre | L     | -                 | -                    |
| 11 | Grecia Rivera  | -     | 8 giugno 1992     | -                    |
| 12 | Ruth Durán     | -     | -                 | -                    |
| 13 | Olivia Meza    | -     | 14 marzo 1991     | Sinaloa              |
| 14 | Cecilia Rios   | -     | 22 settembre 1992 | Tamaulipas           |
| 16 | Violeta Rios   | -     | -                 | -                    |
| 17 | Nancy Ortega   | -     | 31 marzo 1990     | Baja Volleyball      |

## Porto Rico
| N° | Nome                | Ruolo | Data di nascita   | Nazionalità sportiva  |
| -- | ------------------- | ----- | ----------------- | --------------------- |
| -  | Carlos Cardona      | All   | -                 | -                     |
| 2  | Shara Venegas       | L     | 18 settembre 1992 | -                     |
| 3  | Vilmarie Mojica     | P     | 13 agosto 1985    | Pinkin de Corozal     |
| 4  | Tatiana Encarnación | S     | 28 luglio 1985    | -                     |
| 5  | Saraí Álvarez       | S     | 3 aprile 1986     | Indias de Mayagüez    |
| 7  | Stephanie Enright   | S     | 15 dicembre 1990  | -                     |
| 8  | Eva Cruz            | S     | 22 gennaio 1974   | -                     |
| 9  | Áurea Cruz          | S     | 10 gennaio 1982   | Llaneras de Toa Baja  |
| 10 | Raymariely Santos   | P     | 13 aprile 1992    | -                     |
| 12 | Ania Ruiz           | S     | 7 novembre 1982   | Aguadilla Sharks      |
| 16 | Alexandra Oquendo   | C     | 3 febbraio 1984   | Criollas de Caguas    |
| 17 | Sheila Ocasio       | C     | 17 novembre 1982  | Valencianas de Juncos |
| 18 | Wilnelia González   | C     | 2 aprile 1985     | -                     |

## Rep. Dominicana
| N° | Nome                | Ruolo | Data di nascita   | Nazionalità sportiva |
| -- | ------------------- | ----- | ----------------- | -------------------- |
| -  | Marcos Kwiek        | All   | 18 luglio 1967    | -                    |
| 1  | Annerys Vargas      | C     | 7 agosto 1981     | Criollas de Caguas   |
| 3  | Lisvel Eve          | C     | 10 settembre 1991 | Criollas de Caguas   |
| 5  | Brenda Castillo     | L     | 5 giugno 1992     | Pueblo Nuevo         |
| 6  | Ana Binet           | L     | 9 febbraio 1992   | -                    |
| 7  | Niverka Marte       | P     | 19 ottobre 1990   | Distrito Nacional    |
| 8  | Cándida Arias       | C     | 11 marzo 1992     | Madre Vieja          |
| 10 | Milagros Cabral     | S     | 17 ottobre 1978   | Pinkin de Corozal    |
| 11 | Jeoselyna Rodríguez | S/O   | 9 dicembre 1991   | Indias de Mayagüez   |
| 12 | Karla Echenique     | P     | 16 maggio 1986    | -                    |
| 14 | Prisilla Rivera     | S/O   | 29 dicembre 1984  | CAV Murcia 2005      |
| 17 | Gina Mambrú         | S     | 21 gennaio 1986   | Ageo Medics          |
| 18 | Bethania de la Cruz | S     | 13 maggio 1989    | GS Galtex Seoul      |

## Stati Uniti
| N° | Nome              | Ruolo | Data di nascita  | Nazionalità sportiva |
| -- | ----------------- | ----- | ---------------- | -------------------- |
| -  | Hugh McCutcheon   | All   | 13 ottobre 1969  | -                    |
| 1  | Nicole Fawcett    | S/O   | 16 dicembre 1986 | Gigantes de Carolina |
| 2  | Danielle Scott    | C     | 1º ottobre 1972  | Castellana Grotte    |
| 3  | Angela Pressey    | S     | 6 giugno 1986    | Llaneras de Toa Baja |
| 4  | Lindsey Berg      | P     | 16 luglio 1980   | -                    |
| 5  | Stacy Sykora      | L     | 24 giugno 1977   | Stati Uniti          |
| 6  | Nicole Davis      | L     | 24 aprile 1982   | Guangdong Hengda     |
| 7  | Heather Bown      | C     | 29 novembre 1978 | Giannino Pieralisi   |
| 8  | Cynthia Barboza   | S     | 2 luglio 1987    | Toray Arrows         |
| 11 | Jordan Larson     | S     | 16 ottobre 1986  | Vaqueras de Bayamón  |
| 12 | Nancy Meendering  | S/O   | 18 novembre 1978 | Eczacıbaşı           |
| 16 | Christa Harmotto  | C     | 12 ottobre 1986  | Guangdong Hengda     |
| 18 | Courtney Thompson | P     | 4 novembre 1984  | Köniz                |

## Trinidad e Tobago
| N° | Nome                 | Ruolo | Data di nascita   | Nazionalità sportiva |
| -- | -------------------- | ----- | ----------------- | -------------------- |
| -  | Francisco Cruz       | All   | -                 | -                    |
| 3  | Channon Thompson     | S     | 29 marzo 1994     | UTT Volleyball       |
| 4  | Kelly-Anne Billingy  | S     | 15 maggio 1986    | Glamorgan Volleyball |
| 6  | Shurvette Beckles    | -     | 8 novembre 1993   | -                    |
| 7  | Marisha Herbert      | -     | -                 | -                    |
| 9  | Arielle Herbert      | -     | -                 | -                    |
| 10 | Courtneemae Clifford | L     | 6 luglio 1990     | UTT Volleyball       |
| 14 | Delana Mitchell      | S     | 23 settembre 1987 | UTT Volleyball       |
| 16 | Krystle Esdelle      | S     | 1º agosto 1984    | UTT Volleyball       |
| 17 | Abigail Gloud        | S     | 15 luglio 1987    | -                    |